# Hit Mania 2012
Hit Mania 2012 è una compilation di artisti vari facente parte della serie Hit Mania, pubblicata il 29 novembre 2011.
La compilation è mixata dal dj Mauro Miclini.

## Tracce
1. Jennifer Lopez – Papi (Mixin Marc & Tony Svedja Radio)
2. Avicii – Levels
3. DJ Antoine – Welcome to St. Tropez (feat. Kalenna)
4. LMFAO – Party Rock Anthem (feat. Lauren Bennett & Goonrock)
5. Pitbull – Give Me Everything (feat. Ne-Yo, Afrojack & Nayer)
6. Example – Changed the Way You Kiss Me
7. Goodwill & Hook 'N' Sling – Take You Higher
8. Martin Solveig – Big in Japan (feat. Dragonette & Idoling!!!)
9. Benny Benassi – Cinema (feat. Gary Go)
10. Calvin Harris – Feel so Close
11. Federico Scavo – Strump (feat. Andrea Guzzoletti)
12. Dirty South & Thomas Gold – Alive (feat. Kate Elsworth)
13. Deekline & Ed Solo – Shake the Pressure (feat. Splack Pack & Kidd Money)
14. Ray Foxx – La musica (The Trumpeteer) (feat. Lovelle)
15. Erick Morillo & Eddie Thoneick – Stronger (feat. Shawnee Taylor)
16. Ben Westbeech – Something for the Weekend
17. Kenneth Bager Experience – The Sound of Swing (part 2) (feat. Aloe Blacc)
18. Marracash – King del Rap
19. Caro Emerald – That Man
20. Planet Funk – You Remain
21. Alex Keren – Once Upon a Time (feat. Leila Meyn)
22. Avril Lavigne – Wish You Were Here
23. Hooverphonic – One Two Three
24. Dino – Restless Loser